# Neue Ära
La Nouvelle ère (Neue Ära en allemand) désigne en politique la période allant de l'automne 1858, avec le début de la régence de Guillaume Ier de Prusse,  au début de l'année 1862, avec le début du conflit constitutionnel prussien, en royaume de Prusse. Elle succède à l'ère réactionnaire. 

## Généralité
La nouvelle ère débute le 7 octobre 1858 avec l'arrivée au pouvoir de Guillaume, qui devient en 1861 Guillaume Ier de Prusse. Frédéric-Guillaume IV est en effet devenu incapable de gouverner à cause de problèmes mentaux. Elle marque la fin de l'ère réactionnaire, une période de forte répression politique dominée par les conservateurs et le retour aux affaires des libéraux. Le nouveau régent tente de réformer l'État avec la nomination un gouvernement constitué de conservateurs et de libéraux dirigé par Charles-Antoine de Hohenzollern-Sigmaringen avec Rudolf von Auerswald et Moritz August von Bethmann-Hollweg. On pense un compromis possible en matière de constitution ou pour l'unité nationale. Cette intégration des libéraux à la politique du pays, sur le modèle anglais, doit permettre d'éviter à l'avenir des révolutions. 
Les tentatives de réformes sont cependant mises à l'échec par la chambre des seigneurs et ses députés conservateurs.
Le projet de réforme militaire marque le début du conflit constitutionnel prussien. Le roi écoute en priorité les militaires, les libéraux sont alors poussés sur la défensive.

## Élections de décembre 1861 et mai 1862
Le roi s'appuie sur les conservateurs, qui veulent renforcer son pouvoir. Les conservateurs considèrent, de plus, que le parlement n'a aucune compétence en matière militaire. Afin d'obtenir la majorité conservatrice dans la chambre des seigneurs de Prusse, Guillaume nomme le 20 septembre 1860 dix-huit nouveaux membres.
En décembre 1861, des élections de la chambre des représentants ont lieu et ne sont alors plus manipulés par la couronne. Le nombre de députés conservateurs chute de 224 à 16. Les démocrates ayant boycotté l'élection, les libéraux gagnent largement l'élection. Dans le détail, le parti progressiste obtient 109 sièges, les catholiques obtiennent 54 mandats, les anciens-libéraux 91 et les centristes de gauche 50. Toutefois le roi ne se montre pas satisfait et dissout de nouveau l'assemblée le 11 mars. Le même jour, il nomme, de manière intérimaire, d'Adolf zu Hohenlohe-Ingelfingen au poste de ministre-président. La dissolution ne change pas véritablement la donne, le parti progressiste obtient 133 sièges, les libéraux de gauche sont 96. Sur 352 députés, 285 sont libéraux. 

## Fin de la nouvelle ère
La date du 11 mars 1862 marque la fin de la nouvelle ère. À partir du printemps 1862, la politique prussienne est dominée par les libéraux monarchistes, comme le ministre des finances et du commerce August von der Heydt et les conservateurs, comme le ministre de la Guerre Albrecht von Roon.